# Ruth Metzler-Arnold
Ruth Metzler-Arnold, född 23 maj 1964, är en schweizisk politiker (Schweiz kristdemokratiska folkparti).
Hon var ledamot i förbundsrådet från 1999 till 2003 där hon representerade kantonen Appenzell Innerrhoden. 2003 var hon landets vice förbundspresident.